# Крэддок, Роберт
Ро́берт У. Крэ́ддок (англ. Robert W. Craddock; 5 сентября 1923, Питтсбург, Пенсильвания — 28 марта 2003, Мертл-Бич, Южная Каролина) — американский футболист, нападающий, участник чемпионата мира 1950 года.

## Карьера

### Клубная
Играл на позиции нападающего за клубы «Касл Шеннон» и «Хармарвилл Харрикейнс». В составе последнего дважды доходил до финала Открытого кубка США (в 1953 году команда финал проиграла, а в 1956 — стала обладателем кубка) и финала Национального любительского кубка США (в 1950—1951 годах).

### В сборной
Был частью команды, принимавшей участие в чемпионате мира 1950 года, однако на поле не выходил. Единственным матчем, проведённым Робертом за сборную, стала игра отборочного турнира к чемпионату мира 1954 против Гаити, сыгранная 4 апреля 1954 года (американцы одержали победу 3:0).
В 1997 году был принят в Зал Американской Футбольной Славы, членом которого также является его отец Роберт Б. Крэддок.

## Личная жизнь
Отец Крэддока, Роберт Б. Крэддок, в 1907 году эмигрировал в США из Англии, был футболистом, а затем футбольным арбитром и президентом различных футбольных лиг.

## Достижения
- Обладатель Кубка США: 1956